# Massier
De molen Massier staat aan het Westeinde op de grens van Nieuwleusen en Dalfsen in de provincie Overijssel.
Het is slecht een van de zes molens uit Nieuwleusen, een achtkantige stellingmolen, waar nog een deel van bewaard is gebleven; de andere vijf zijn allemaal verdwenen.

## Restauratie
Anno 2006 was er slechts nog een romp van de oorspronkelijke korenmolen uit 1861 over, maar er waren vergevorderde plannen de Massier in zijn oude glorie te herstellen. Hiervoor werd in 1990 de stichting Molen Massier opgericht. Het restauratieplan en de financiën kwamen rond.
Op 10 mei 2006 werd het officiële startsein voor de restauratie gegeven.
Molenmaker de heer Dijkstra uit Sloten (Friesland) werd bereid gevonden de renovatieklus te klaren. Als alles volgens plan zou verlopen moest de molen zomer 2008 weer maalvaardig zijn. Inmiddels is die maalvaardigheidsdatum verlegd naar mei 2009 wegens enige vertragingen. Als nevendoel van het project is gesteld dat de molen een recreatieve en toeristische bestemming krijgt, om zo de middelen te verwerven voor de exploitatie.

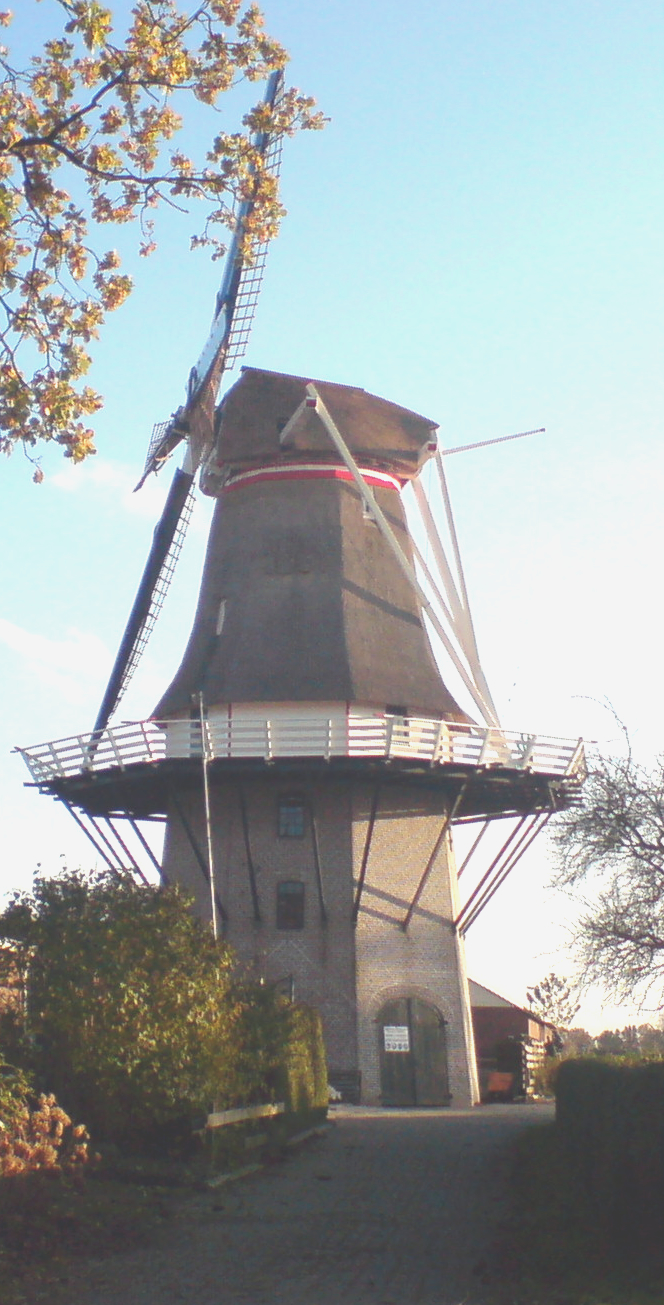
De molen anno 2008 na restauratie

Op 8 februari 2008 is de gerestaureerde achtkant (de rieten jas) in zijn geheel met een grote telescoopkraan, die 80 ton kan tillen, op de stenen romp teruggeplaatst. De gehele operatie mocht op ruime belangstelling rekenen van zowel de familie Massier als andere geïnteresseerden.
Op 17 oktober 2008 werden de nieuwe kap en wieken, met een totaalgewicht van 16 ton, op de romp geplaatst. De officiële opening van de molen wordt op 8 mei 2009 door burgemeester Leo Elfers van de gemeente Dalfsen verricht. De totale kosten van de restauratie bedroegen circa 600.000 euro.